# Janine Duvitski
Janine Duvitski, född Christine Janine Drzewicki 28 juni 1952 i Morecambe i Lancashire, är en brittisk skådespelare.

## Rollista i urval
- 1977 – Stackars Dennis
- 1979 – Det stora tågrånet
- 1979 – Greve Dracula
- 1980 – Breaking Glass
- 1981 – Missionären
- 1985 – Frankensteins brud
- 1990–2000 – One Foot in the Grave (TV-serie)
- 1995 – Den galne kung George
- 1998, 2021 – Morden i Midsomer (TV-serie)
- 2002 – Om en pojke
- 2004–2006 – The Worst Week of My Life (TV-serie)
- 2005 – Den nya världen
- 2007 – Hennes envisa hjärta
- 2008 – Little Dorrit (TV-serie)
- 2016 – Doctor Thorne (TV-serie)
- 2023 – Alla våra hemligheter (TV-serie)
- 2023 – Den charmerande Tom Jones (TV-serie)